# 대한민국 민법 제114조
대한민국 민법 제114조는 대리행위의 효력에 대한 민법총칙상 조문이다.

## 조문
제114조(대리행위의 효력) ① 대리인이 그 권한내에서 본인을 위한 것임을 표시한 의사표시는 직접 본인에게 대하여 효력이 생긴다.
②전항의 규정은 대리인에게 대한 제삼자의 의사표시에 준용한다.

第114條(代理行爲의 效力) ① 代理人이 그 權限內에서 本人을 爲한 것임을 表示한 意思表示는 直接 本人에게 對하여 效力이 생긴다.
②前項의 規定은 代理人에게 對한 第三者의 意思表示에 準用한다.]

## 참고 문헌
- 오현수, 일본민법, 진원사, 2014. ISBN 9788963463452
- 오세경, 대법전, 법전출판사, 2014 ISBN 9788926210277
- 이준현, LOGOS 민법 조문판례집, 미래가치, 2015. ISBN 9791155020869

## 같이 보기
- 권리
- 의무
- 태아